# Quark mit Leinöl

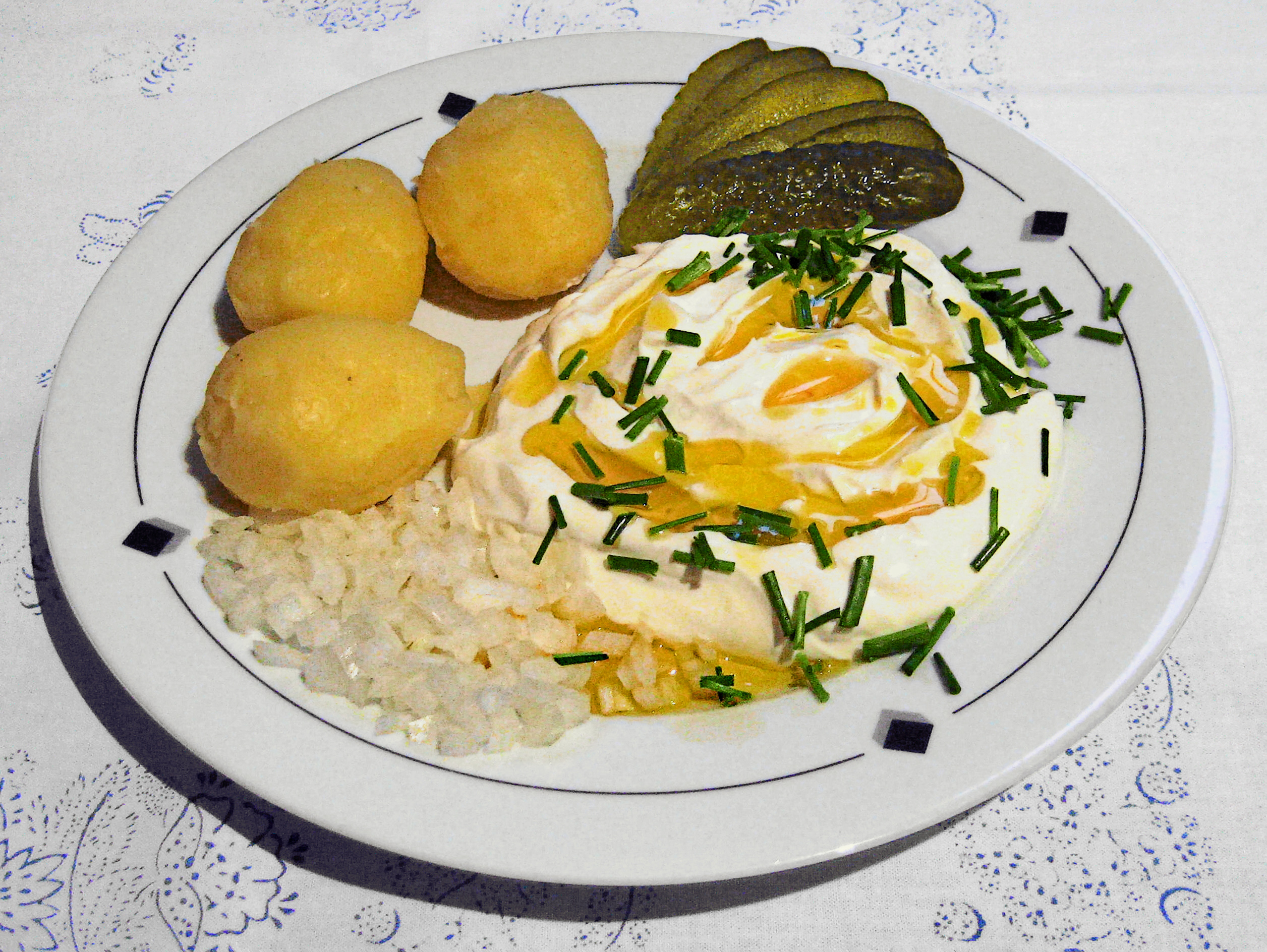
Quark mit Leinöl und Pellkartoffeln

Quark mit Leinöl ist eine Zubereitungsart für Quark in je nach Rezept verschiedener Kombination mit Leinöl.
Es ist vor allem als meist herzhaft gewürzte Hauptspeise bekannt, traditionell zusammen mit Pellkartoffeln als Beilage: Quark mit Leinöl und Pellkartoffeln, auch Pellkartoffeln mit Quark und Leinöl, ist ein traditionelles Gericht der sogenannten „armen Küche“ in der Lausitz und insbesondere dem Spreewald, ist aber auch in anderen Teilen Sachsens, Brandenburgs und Schlesiens bekannt. Die Verwendung von Leinöl in milchhaltigen Speisen wie hier bei Speisequark dient zudem der Haltbarmachung.
Außerdem ist Quark mit Leinöl, dann teils gesüßt sowie mit anderen Zutaten, sowohl als Frühstücksspeise und Zwischengericht als auch als Diätspeise bekannt.

## Als Hauptspeise

### Zutaten und Varianten
Hauptzutat ist Quark (Weißkäse) bzw. Speisequark, heute oft in Form von Magerquark oder Schichtkäse, der mit Milch angerührt sowie mit Salz, Pfeffer, Kümmel und gehackter Petersilie gewürzt und verfeinert wird. Dazu wird kaltgepresstes Leinöl (möglichst aus frischer Pressung) gereicht oder vor dem Servieren hinzugegeben, das früher meistens sofort untergemengt und darübergegeben wurde. Durch die Ölschicht auf der Quarkspeise wird diese – wie auch andere Milchspeisen – nicht so schnell sauer; ein Umstand, der früher in der „einfachen Küche“ im Sommer intensiv genutzt wurde.
Teilweise wird der Quark heute nicht nur mit Milch angerührt, sondern es wird zusätzlich etwas saure Sahne bzw. Schmand hinzugefügt. Anstelle von Petersilie wird dem Quark oft auch gehackter Schnittlauch beigemengt oder separat serviert, vor allem in der Lausitz. Eine bekannte Rezeptvariation ist die Zugabe von fein gehackten Zwiebeln oder Schalotten, die oft in eine eingedrückte Vertiefung im zubereiteten Quark gegeben und der dann mit Leinöl darüber serviert wird.
Quark mit Leinöl wurde aus der Lausitz herkommend auch als einfaches Gericht in Berlin eingeführt, wobei in der Berliner Küche oft lediglich Speisequark nur mit Leinöl und einer Prise Salz vermengt wird und deshalb der ursprünglichen Variante nicht entspricht.

### Beilagen

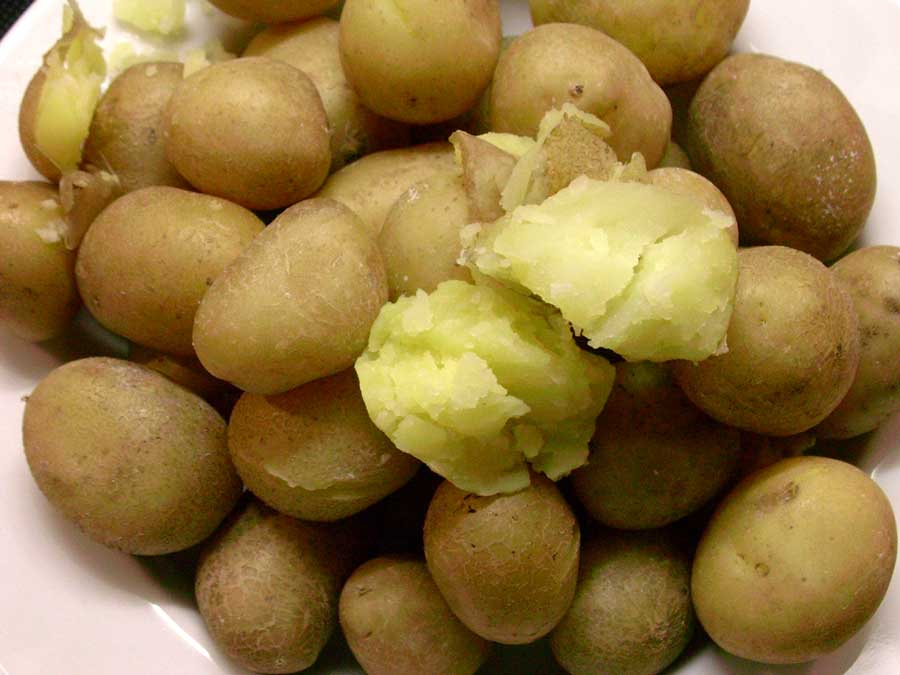
Traditionelle Beilage bei der Verwendung als Hauptspeise: frisch gekochte Pellkartoffeln

Traditionell wird Quark mit Leinöl zusammen mit Pellkartoffeln gereicht. Der Quark hat dabei je nach Vorliebe Kühlschrank- oder Zimmertemperatur. Oft werden zu Quark mit Leinöl auch Salzkartoffeln gereicht, häufig in der Gastronomie und insbesondere bei solchen Gasthäusern, die sich an den Tagesausflugstourismus wenden. Als Garnierung werden, besonders in der Gastronomie, in Scheiben bzw. Streifen geschnittene Gewürzgurken, Paprika oder Tomaten angerichtet.
Teils wird Quark mit Leinöl auch als Brotaufstrich verwendet und zusammen mit dunklem, gerne „ofenfrischem“ Brot serviert.

### Weitere Varianten
Zu Pellkartoffeln mit Quark und Leinöl wird teils – als energiereichere Variante erzgebirgischer Bergleute – Leberwurst und manchmal auch noch Blutwurst und/oder Butter gereicht; teils wird Brathering dazu serviert. In Berlin ist marinierter Hering als Ergänzung bekannt. Teils wird der Quark durch etwas umfangreichere Zugabe von zudem verschiedenen, gehackten Kräutern als Kräuterquark angemacht und mit Leinöl und Pellkartoffeln gereicht.

Varianten der Pellkartoffeln mit Quark und Leinöl
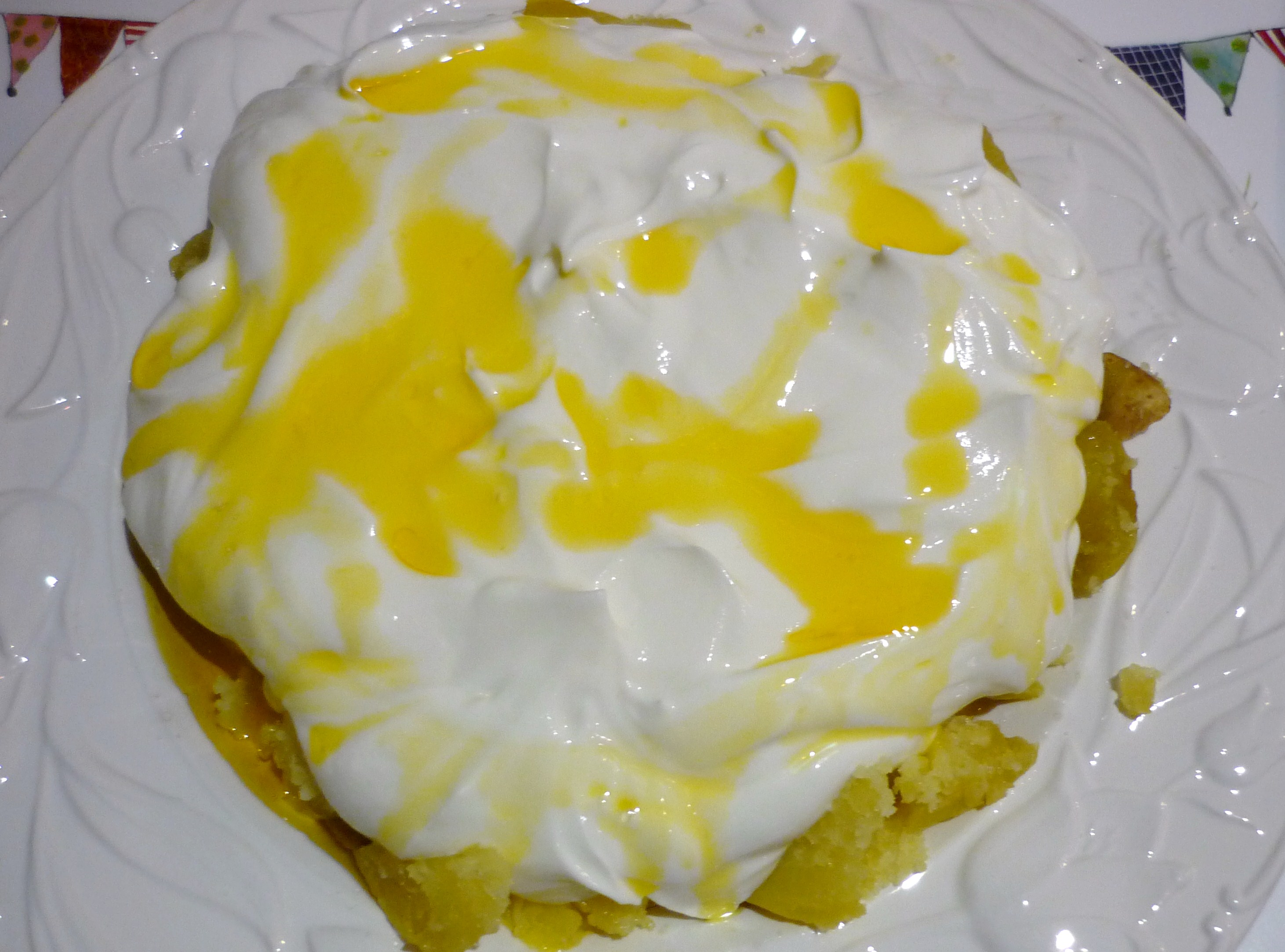
Das traditionelle „Arme-Leute-Essen“ in der Basisvariante: Quark und Leinöl auf zerdrückten Pellkartoffeln
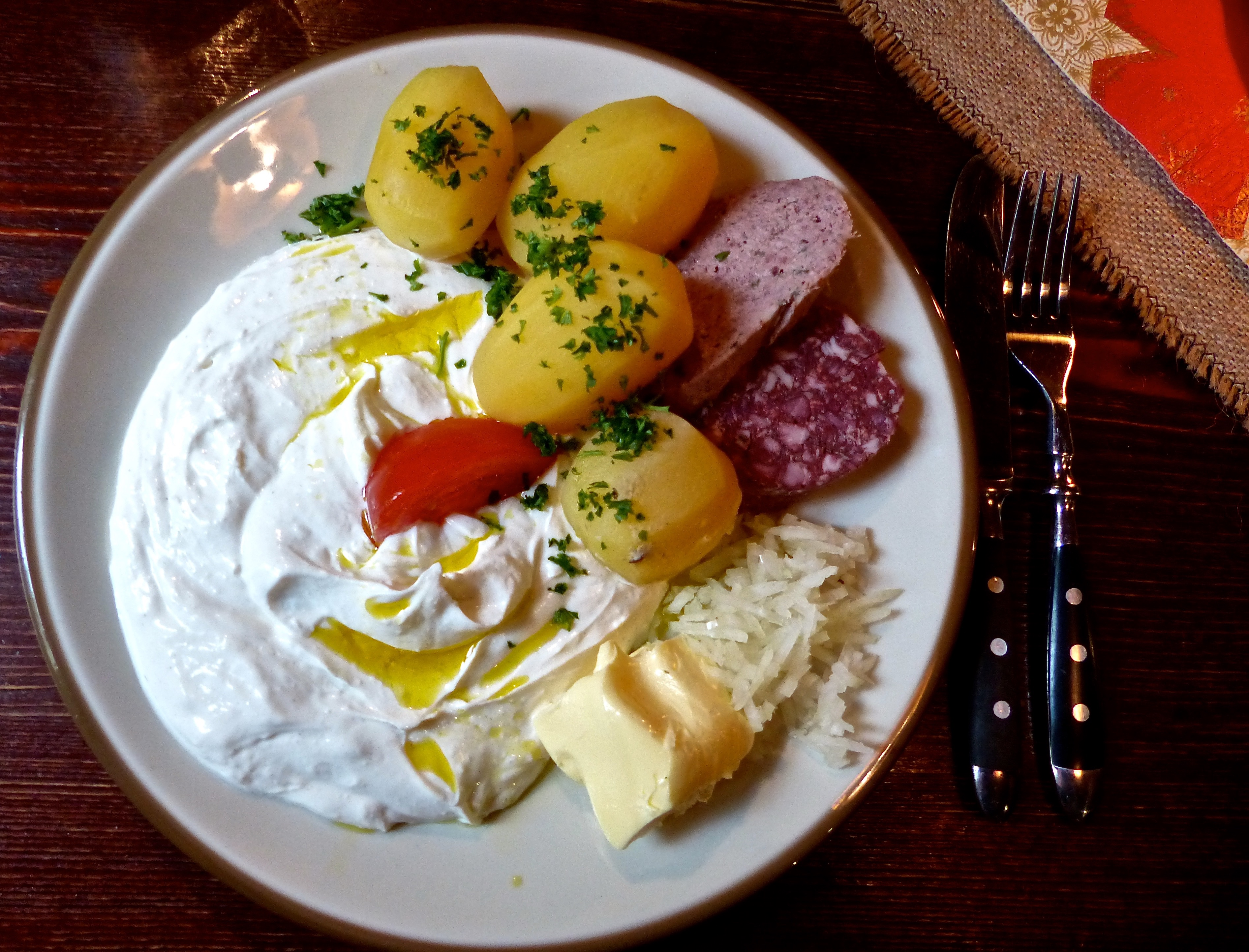
Erzgebirgische Variante: Quark mit Leinöl, Butter, Blut- und Leberwurst, Zwiebeln, Salzkartoffeln
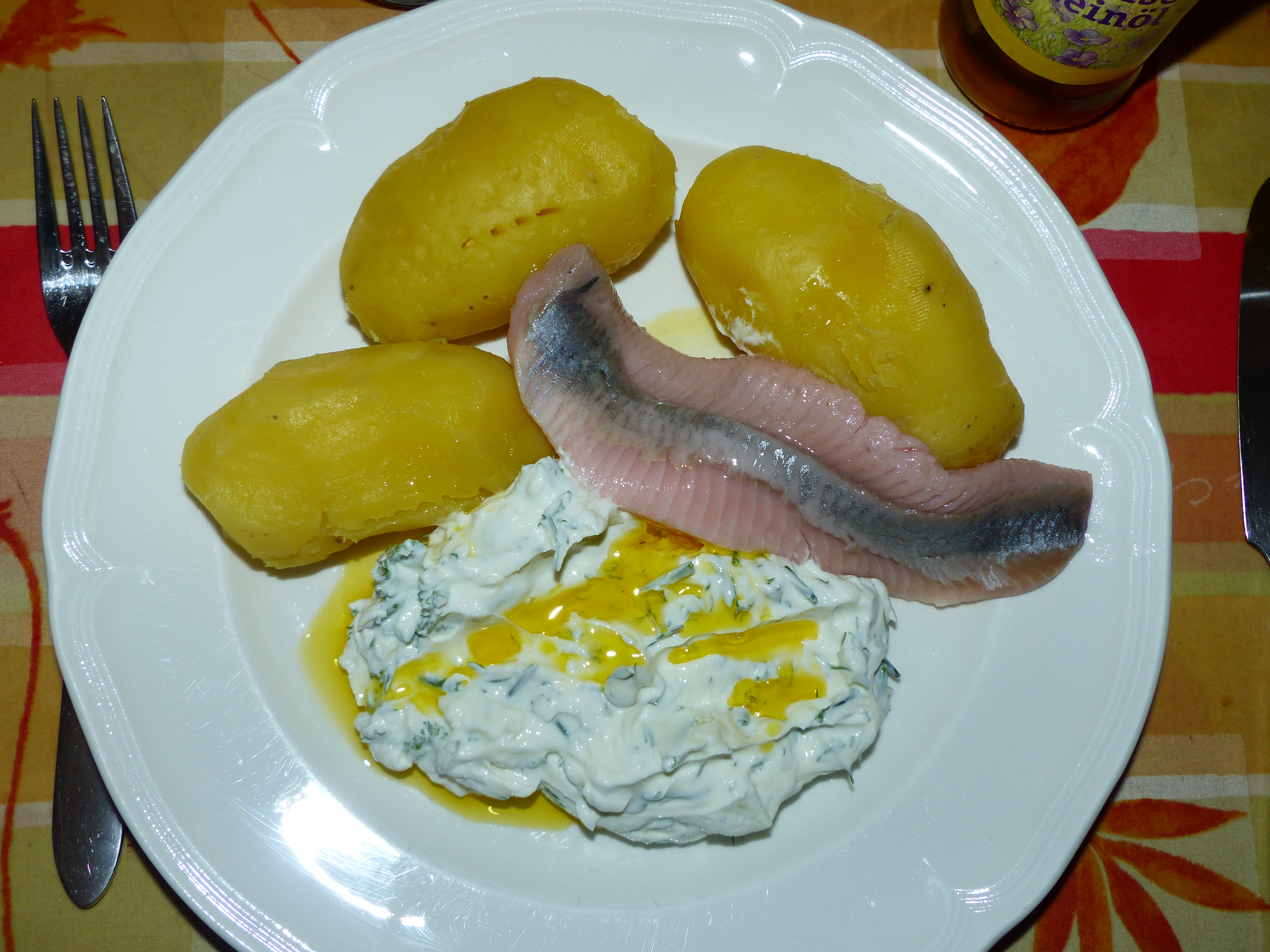
Berliner Variante: Quark mit Leinöl (hier als Kräuterquark), marinierter Hering, Pellkartoffeln

## Als Frühstücksspeise und Zwischengericht
Nach üblichem Grundrezept für eine Quark-Leinöl-Speise werden zunächst Milch und Leinöl intensiv miteinander verrührt. Anschließend wird der Quark hinzugegeben und solange verrührt, bis keine Ölspuren mehr sichtbar sind. Die so entstandene Creme wird je nach Geschmack gesüßt oder herzhaft gewürzt. Die gesüßte Variante wird oft auf kleingeschnittenem Obst serviert oder mit verschiedenen Nüssen, Kernen oder getrockneten Beeren vermischt.

## Als Diätspeise
Das Gericht Quark mit Leinöl und ähnliche Rezeptvariationen werden in der von der deutschen Apothekerin und Chemikerin Johanna Budwig (1908–2003) entwickelten Öl-Eiweiß-Kost empfohlen und sind Bestandteil der so genannten Budwig-Diät. Budwigs Meinung nach müsse Leinsamenöl bzw. kaltgepresstes Leinöl – das viele ungesättigte Fettsäuren, insbesondere α-Linolensäure enthalte – Bestandteil der Nahrung sein, da es „essentiell“ sei und der Mensch es nicht selbst produzieren könne. Quark sei, so Budwig weiter, wie auch Hüttenkäse deshalb wichtig, weil es viele Schwefel enthaltende Aminosäuren enthalte, die Fettsäuren besser löslich und resorbierbar machten. So werden entsprechende Rezepte oft in alternativmedizinischen Kreisen propagiert sowie mitunter als Krebsdiät weiter verbreitet und angewandt, die jedoch in der modernen evidenzbasierten Medizin nicht anerkannt ist.

## Ernährungsphysiologie
Vom wissenschaftlich-ernährungsphysiologischen Standpunkt betrachtet handelt es sich um ein sehr gesundes Gericht. Magerquark hat nur einen geringen Gehalt an tierischen Fetten (in der Regel unter 0,5 %) und enthält hochwertiges Eiweiß (mehr als 10 g pro 100 g). Leinöl gilt als ernährungsphysiologisch wertvolles Öl, da es einen sehr hohen Gehalt an mehrfach ungesättigten Fettsäuren (z. B. α-Linolensäure) hat. Diese sogenannten „essentiellen“ Fettsäuren kann der menschliche Körper nicht selbst herstellen und sie müssen daher von außen zugeführt werden (sie sind auch der Grund dafür, warum Leinöl an der Luft relativ schnell schlecht wird). Als pflanzliches Produkt enthält es auch kein Cholesterin. Der Gehalt an weniger wertvollen, nicht-essentiellen „gesättigten“ Fetten ist entsprechend geringer.

## Geflügelte Worte
Das einfache, aber zugleich nahrhafte und ernährungsphysiologisch hochwertige Gericht Quark mit Leinöl (und Pellkartoffeln) soll zur „sprichwörtlichen Gesundheit der Spreewälder“ bzw. der Lausitzer beigetragen haben. Regionale Redewendungen, wie „Leinöl und Quark machen den Lausitzer stark!“, sind teils auch im Sinne eines Spottverses gebräuchlich. Die wohl bekannteste ist dem Anfang eines 1930 veröffentlichten Gedichts in Niederlausitzer Mundart entlehnt:

„Was macht den Lausitzer stark?
Pellkartoffeln, Leineel und Quark.“

## Sonstiges
Im August 2017 fand im Kur- und Sagenpark von Burg im Spreewald erstmals das nach der Speise benannte zweitägige Festival Quark & Leinöl statt.